# Lókod
Lókod (románul Locodeni) falu Romániában, Hargita megyében, Székelyudvarhelytől délkeletre, Homoródszentmárton társközsége. 1919-ig és 1940–1944 között Magyarországhoz, Udvarhely vármegye Homoródi járásához tartozott.

## Fekvése
A Nagy-Homoród mellékvize, a Lókod-patak völgyében fekszik.

## Története
Első írásos említését 1505-ből ismerjük (Lokud). A 17. században megsűrűsödő török–tatár betörések miatt a lókodi székelyek öt másik falu lakóival összefogva 1662-ben felépítették a bágyi menedékvárat. A reformáció idején lakói felekezetet váltottak, s unitáriusokká lettek. 1910-ben 240 magyar lakosa volt. Napjainkra kihalófélben lévő magyar lakosságú falu: az 1992-es népszámlálás szerint a település népessége drasztikusan megcsappant, 31 fő.